# Far Cry Vengeance
Far Cry Vengeance là một game bắn súng góc nhìn thứ nhất được hãng Ubisoft Montreal phát triển và Ubisoft phát hành cho Wii vào năm 2006. Vengeance là phiên bản làm lại của Far Cry Instincts: Evolution, tựa game Xbox trước đây và có ba màn chơi, vũ khí mới, khí tài và điều khiển mới. Trò chơi nhận được phần lớn đánh giá tiêu cực khi phát hành. Hầu hết giới phê bình đều chỉ trích đồ họa, FMV bị nén quá mức và AI kém đối với địch quân, mặc dù nói rằng phần điều khiển khá tốt.

## Lối chơi
Trò chơi tận dụng tối đa Wii Remote và thiết bị gắn kèm Nunchuk. Ví dụ, người chơi có thể làm cho nhân vật nhảy lên bằng cách nâng nunchuk. Vũ khí được nhắm đến bằng cách hướng Wii Remote vào màn hình, và các cuộc tấn công cận chiến được thực hiện bằng cách thực hiện một động tác chém với nó. Việc phóng to súng bắn tỉa sẽ được điều khiển tương tự bằng cách di chuyển Wii Remote về phía tivi. Có thêm kiểu chia màn hình Chaos (deathmatch tiêu chuẩn). Chế độ tạo màn phổ biến, cũng như chơi trực tuyến, không có trong phiên bản Wii của trò chơi và không có tính năng WiiConnect24 nào được sử dụng.
Phiên bản Wii cũng bao gồm nội dung độc quyền, như cốt truyện mới, ba bản đồ mới, bao gồm "Tourist Resort, căn cứ bị bỏ hoang trong Thế chiến II và nhà máy lọc xăng", cũng như vũ khí mới bao gồm, trong số những thứ khác, hẩu súng lục ổ quay cỡ lớn Bull .44, AK-47, và khẩu shotgun.

## Cốt truyện
Trò chơi bắt đầu với Carver, nhân vật chính, trong một quán bar, khi một người phụ nữ tên Kade yêu cầu anh gặp cô sau đó. Anh ta đồng ý, nhưng bị bắt trước khi anh ta có thể gặp được cô. Khi ở trong tù, anh biết rằng Kade đang làm việc với một nhóm phiến quân. Anh ta sớm trốn thoát trong khi một người đàn ông có tốc độ siêu nhiên tên Semeru tấn công đồn cảnh sát. Carver cuối cùng gặp Kade trên bãi biển.
Cô đưa anh đến một hòn đảo nơi phiến quân yêu cầu Kade thực hiện một vụ buôn lậu súng. Ở giữa nhiệm vụ này, đám phiến quân trở mặt cô và Carver. Họ trốn thoát khỏi phiến quân, và phần lớn thời gian sau đó được dành để tấn công phiến quân.
Sau đó, Kade bị Semeru bắt giữ, người dự định đưa cô trở lại căn cứ của phiến quân. Carver cố gắng ngăn chặn anh ta, nhưng bị chặn lại bởi một số lượng lớn phiến quân. Anh ta chạy trốn trong rừng và gặp một người đàn ông tên là Kien Do, đã nhờ Carver giúp chống lại phiến quân. Anh đồng ý.
Sau nhiều trận quyết chiến với phiến quân, Kien Do bị lực lượng phiến quân bắt giữ. Carver theo đuổi họ đến căn cứ phiến quân chính, tìm thấy thi thể Kien Do nằm chết tại căn cứ dưới chân núi. Carver leo lên núi, chiến đấu với những người lính phiến quân trên đường đi. Khi anh đến căn cứ, anh thấy Semeru và Kade, người mà Carver phát hiện ra đang làm việc với Semeru. Carver tìm cách đánh bại Semeru, và sau đó là Kade.

## Đón nhận
Far Cry Vengeance nhận được đánh giá "nói chung là thuận lợi", theo trang web tổng hợp kết quả đánh giá Metacritic.
IGN đã chấm cho game 4/10 điểm, mặc dù nó đã xếp lối chơi hạng 7 điểm và nhận xét rằng, khôn ngoan về lối chơi, đó là "Một game bắn súng vui nhộn về cơ bản và hầu hết phần điều khiển Wii mới đều cảm thấy tuyệt vời, mặc dù trông không bằng một nửa như phiên bản Xbox cũ."